# Promeca borneana
Promeca borneana är en insektsart som beskrevs av Max Beier 1954. Promeca borneana ingår i släktet Promeca och familjen vårtbitare. Inga underarter finns listade i Catalogue of Life.